# Schang Hutter
Pour les articles homonymes, voir Hutter.
Jean Albert « Schang » Hutter (né le 11 août 1934 à Soleure et mort le 14 juin 2021 à Soleure) est un sculpteur suisse.

## Biographie
De 1950 à 1954, il suit un apprentissage de tailleur de pierre dans l'entreprise de son père et fréquente la Kunstgewerbeschule de Berne. En 1954, il s'installe à Munich et y étudie auprès de Charles Crodel ou Josef Henselmann jusqu'en 1961 à l'Académie des beaux-arts. En 1961, il s'installe dans le canton de Soleure, où il vit principalement à Küttigkofen. En 1969 et 1970, il fait un séjour à Varsovie.
De 1982 à 1985, il vit à Hambourg et de 1985 à 1987 à Berlin. Il déménage alors à Hessigkofen. En collaboration avec les architectes bernois Ueli Schweizer et Walter Hunziker et l'architecte paysagiste bernois Franz Vogel, il conçoit une extension du cimetière de Bümpliz, achevée en 1994.
Le 28 février 1998, Hutter installe sa sculpture de fer Shoah devant le Palais fédéral à Berne dans le cadre d'un parcours de sculptures à l'occasion du 200e anniversaire de la République helvétique. Comme elle fut posée à trois mètres de l'endroit initialement convenu, elle est enlevée le 4 mars 1998 après une plainte du Parti suisse de la liberté et amenée à l'atelier de l'artiste. La sculpture est ensuite exposée à Zurich, Bâle, Aarau, Soleure et Glaris et est maintenant à Langenthal.
À partir de 1999, Hutter vit à Gênes, avec une résidence sporadique en Suisse à Derendingen. Il meurt à Soleure en 2021.
À l'occasion de son 80e anniversaire, une grande exposition anniversaire a eu lieu au Tramdepot Burgernziel à Berne du 10 août au 10 novembre 2014.
Schang Hutter meurt le 14 juin 2021 à Soleure.